# 脇阪聰史
脇阪 聰史（わきさか さとし、1947年10月2日 - ）は、日本の実業家。朝日放送グループホールディングス（旧朝日放送）相談役・前会長、社長。元日本民間放送連盟副会長。

## 来歴・人物
京都府出身。関西学院大学経済学部卒業後の1970年に朝日放送入社。同期にはアナウンサーだった安部憲幸、金木賢一らがいる。2003年に取締役、2006年に常務取締役、2010年に専務取締役を経て、2011年6月28日付で渡辺克信の後任として代表取締役社長に就任。その他にはテレビ朝日ホールディングスおよびテレビ朝日の非常勤取締役も務めている。2016年日本民間放送連盟副会長。
2018年4月1日付で、朝日放送グループホールディングス取締役会長、朝日放送テレビ相談役、朝日放送ラジオ相談役に就任。
2019年、朝日放送グループホールディングス相談役就任。同年旭日中綬章受章。2020年3月、退任。